# سیارک ۵۴۴۸
سیارک ۵۴۴۸ (به انگلیسی: 5448 Siebold، نامگذاری:1992SP) پنج هزار و چهارصد و چهل و هشتمین سیارک کشف شده‌است که در ۲۶ سپتامبر ۱۹۹۲ کشف شد.
قدر مطلق سیارک برابر ۱۳٫۰۰ است.